# Dimityr Abadżiew
Dymityr Iwanow Abadżiew (bułg. Димитър Иванов Абаджиев; ur. 15 grudnia 1965 w Omurtagu) – bułgarski polityk, prawnik i dyplomata, poseł do Zgromadzenia Narodowego i obserwator w Parlamencie Europejskim.

## Życiorys
W 1990 ukończył studia prawnicze na Uniwersytecie Sofijskim im. św. Klemensa z Ochrydy, kształcił się następnie w zakresie prawa międzynarodowego i amerykańskiego na uczelni w Dallas. Orzekał jako sędzia, początkowo w sądzie w Tyrgowiszte, następnie w Omurtagu, gdzie od 1992 do 1997 kierował sądem rejonowym. Później wykonywał zawód adwokata.
W latach 1997–2009 przez trzy kadencje zasiadał w Zgromadzeniu Narodowym 38., 39. i 40. kadencji. Początkowo wybierano go z listy Zjednoczonych Sił Demokratycznych, jednak opuścił tę partię w 2004 i razem z grupą jej posłów utworzył ugrupowanie Demokraci na rzecz Silnej Bułgarii. Od września 2005 do grudnia 2006 był obserwatorem w Parlamencie Europejskim, należał do Europejskiej Partii Ludowej. Pod koniec 2006 opuścił Demokratów na rzecz Silnej Bułgarii i został prezesem stowarzyszenia Europejska Droga Demokratyczna, które ostatecznie nie przekształciło się w partię. W 2009 dołączył do frakcji Porządek, Prawo i Sprawiedliwość, w tymże roku był liderem jej listy do Europarlamentu. Zakończył współpracę z nią na początku 2010 roku.
Od 2008 do 2010 kierował Europejskim Instytutem Demokratycznym, następnie do 2013 był reprezentantem Bułgarii w koncernie mającym wybudować gazociąg Nabucco (do czego ostatecznie nie doszło). W 2015 został bułgarskim konsulem w Szanghaju. Rok później natomiast ambasadorem Bułgarii w Słowenii, a w 2019 uzyskał nominację na ambasadora w Arabii Saudyjskiej.

## Życie prywatne
Żonaty, ma dwoje dzieci.